# Слобожанский сельский совет (Харьковский район)
Слобожанский сельский совет — входит в состав 
Харьковского района Харьковской области
Украины.
Административный центр сельского совета находится в 
селе Слобожанское.

## История
- 1923 — дата образования.

## Населённые пункты совета
- село Слобожанское
- село Борщевая